# Associazione Calcio Reggiana 1968-1969
Questa voce raccoglie le informazioni riguardanti l'Associazione Calcio Reggiana nelle competizioni ufficiali della stagione 1968-1969.

## La stagione
Nella stagione 1968-1969 la Reggiana disputa il campionato di Serie B, con 46 punti si piazza al quarto posto, appena sotto le tre promosse che sono la Lazio con 50 punti, il Brescia con 48 punti ed il Bari con 47 punti. Retrocedono in Serie C la Spal con 31 punti, il Lecco con 30 punti ed il Padova con 29 punti.
La Reggiana inizia con le contestazioni dei tifosi granata, dirette al direttore sportivo Luigi Del Grosso per aver ceduto i pezzi migliori della rosa, Piergiorgio Negrisolo, Roberto Mazzanti, Renzo Fantazzi, Silvio Zanon, Roberto Ranzani e anche il portiere Giancarlo Bertini, e di aver comprato solo giovani sconosciuti Andrea Orlandini e Sileno Passalacqua dalla Primavera della Fiorentina, Giuseppe Picella dall'Aquila, Mario Manera dalla Pro Patria, Giampietro Spagnolo dal Rovereto, ma anche giocatori a fine carriera come Silvano Flaborea (dal Verona), il portiere Enrico Bastiani dal Taranto, e lo stesso Giampiero Grevi amnistiato dopo la vittoria italiana agli Europei, a seguito della squalifica a vita comminatagli nel 1967.
L'inizio si dimostra incerto, torna a Reggio Emilia il centravanti Giampiero Calloni e viene prelevato dal Venezia il centrocampista Renzo Ragonesi. Poi con la vittoria di Ferrara (2-0) i granata cambiano passo. Le due ultime d'andata e le prime due del ritorno (tutte in casa) segnano un poker di vittorie che proiettano la Reggiana in zona serie A. Arrivano però le battute d'arresto con il Mantova e di Brescia che raffreddano la spinta. Dopo la vittoria casalinga col Livorno ( da sottolineare che nel girone di ritorno la Reggiana vince tutte le partite al Mirabello) la Reggiana è ancora terza. La débacle di Modena del 15 maggio 1969 (3-0) sembra segnare la fine delle speranze di promozione. Invece i granata riprendono a vincere e a due partite dal termine sono a pari punti col Bari, in terza posizione. Sono decisivi i due pareggi esterni con il Cesena e con la Lazio,  che finiscono per avvantaggiare i galletti pugliesi, promossi in A con la stessa Lazio e il Brescia.

## Divise
| Prima divisa | Seconda divisa |

## Rosa
| N. |                   | Ruolo | Calciatore        |
| -- | ----------------- | ----- | ----------------- |
|    | Italia (bandiera) | P     | Enrico Bastiani   |
|    | Italia (bandiera) | D     | Orlando Bertini   |
|    | Italia (bandiera) | P     | Lamberto Boranga  |
|    | Italia (bandiera) | A     | Giampiero Calloni |
|    | Italia (bandiera) | A     | Dante Crippa      |
|    | Italia (bandiera) | D     | Romano Donzelli   |
|    | Italia (bandiera) | A     | Giovanni Fanello  |
|    | Italia (bandiera) | A     | Silvano Flaborea  |
|    | Italia (bandiera) | A     | Giorgio Fogar     |
|    | Italia (bandiera) | D     | Bruno Giorgi      |

| N. |                   | Ruolo | Calciatore             |
| -- | ----------------- | ----- | ---------------------- |
|    | Italia (bandiera) | D     | Giampiero Grevi        |
|    | Italia (bandiera) | D     | Mario Manera           |
|    | Italia (bandiera) | C     | Andrea Orlandini       |
|    | Italia (bandiera) | A     | Sileno Passalacqua     |
|    | Italia (bandiera) | C     | Giuseppe Picella       |
|    | Italia (bandiera) | C     | Giovan Battista Pienti |
|    | Italia (bandiera) | C     | Renzo Ragonesi         |
|    | Italia (bandiera) | A     | Giampietro Spagnolo    |
|    | Italia (bandiera) | A     | Antonio Toffanin       |
|    | Italia (bandiera) | C     | Giorgio Vignando       |

## Risultati

### Serie B

#### Girone di andata
| Foggia 29 settembre 1968 1ª giornata | Foggia & Incedit | 0 – 0 | Reggiana | Stadio Pino Zaccheria\| Arbitro: \| Acernese (Roma) \| |
| Arbitro:                             | Acernese (Roma)  |       |          |                                                        |

| Arbitro: | Monti (Ancona) |

|              |           |  |
| Tentorio 27’ | Marcatori |  |

| Arbitro: | Caligaris (Alessandria) |

|            |           |  |
| Pienti 75’ | Marcatori |  |

| Arbitro: | Torelli (Milano) |

|                                 |           |  |
| Vallongo 1’ Ferrario 80’ (rig.) | Marcatori |  |

| Arbitro: | Picasso (Chiavari) |

|                         |           |                 |
| Vignando 24’ Pienti 67’ | Marcatori | 53’, 89’ Strada |

| Arbitro: | Bianchi (Firenze) |

|              |           |                     |
| Spagnolo 25’ | Marcatori | 56’ (aut.) Bastiani |

| Arbitro: | Possagno (Treviso) |

|  |           |                            |
|  | Marcatori | 26’ Donzelli 43’ D. Crippa |

| Arbitro: | Gussoni (Tradate) |

|  |           |                   |
|  | Marcatori | 69’ (aut.) Pienti |

| Arbitro: | Serafino (Roma) |

|           |           |            |
| Vigni 57’ | Marcatori | 79’ Manera |

| Arbitro: | Bravi (Roma) |

|                      |           |  |
| Pienti 35’ Fogar 85’ | Marcatori |  |

| Reggio Emilia 15 dicembre 1968 11ª giornata | Reggiana                      | 0 – 0 | Catania | Stadio Mirabello\| Arbitro: \| Mascali (Desenzano del Garda) \| |
| Arbitro:                                    | Mascali (Desenzano del Garda) |       |         |                                                                 |

| Arbitro: | Possagno (Treviso) |

|                               |           |                      |
| Santon 31’ (rig.), 56’ (rig.) | Marcatori | 12’ (rig.) D. Crippa |

| Arbitro: | Giunti (Arezzo) |

|                    |           |  |
| Borsari 38’ (aut.) | Marcatori |  |

| Como 5 gennaio 1969 14ª giornata | Como                | 0 – 0 | Reggiana | Stadio Giuseppe Sinigaglia\| Arbitro: \| Panzino (Catanzaro) \| |
| Arbitro:                         | Panzino (Catanzaro) |       |          |                                                                 |

| Arbitro: | Bravi (Roma) |

|            |           |            |
| Dugini 28’ | Marcatori | 22’ Pienti |

| Arbitro: | Motta (Monza) |

|            |           |  |
| Pienti 25’ | Marcatori |  |

| Terni 26 gennaio 1996 17ª giornata | Ternana              | 0 – 0 | Reggiana | Stadio Viale Brin\| Arbitro: \| Gialluisi (Barletta) \| |
| Arbitro:                           | Gialluisi (Barletta) |       |          |                                                         |

| Arbitro: | Barbaresco (Cormons) |

|                         |           |  |
| D. Crippa 6’ Pienti 35’ | Marcatori |  |

| Arbitro: | Gussoni (Tradate) |

|               |           |  |
| D. Crippa 50’ | Marcatori |  |

#### Girone di ritorno
| Arbitro: | Mascali (Desenzano del Garda) |

|                                  |           |  |
| Fanello 19’ Manera 27’ Grevi 72’ | Marcatori |  |

| Arbitro: | Torelli (Milano) |

|             |           |  |
| Fanello 52’ | Marcatori |  |

| Arbitro: | De Robbio (Torre Annunziata) |

|               |           |  |
| Enzo 33’, 67’ | Marcatori |  |

| Arbitro: | Giunti (Arezzo) |

|              |           |  |
| Ragonesi 77’ | Marcatori |  |

| Arbitro: | Toselli (Cormons) |

|             |           |                     |
| Pantani 63’ | Marcatori | 5’ (rig.) D. Crippa |

| Arbitro: | Caligaris (Alessandria) |

|  |           |             |
|  | Marcatori | 85’ Fanello |

| Arbitro: | Branzoni (Pavia) |

|                          |           |                |
| Ragonesi 36’ Fanello 45’ | Marcatori | 53’ Bertarelli |

| Arbitro: | Giunti (Arezzo) |

|              |           |  |
| D'Alessi 69’ | Marcatori |  |

| Arbitro: | Bernardis (Roma) |

|              |           |  |
| Vignando 74’ | Marcatori |  |

| Arbitro: | Angonese (Mestre) |

|               |           |  |
| Benvenuto 53’ | Marcatori |  |

| Arbitro: | Panzino (Catanzaro) |

|                           |           |             |
| Volpato 47’ Cavazzoni 48’ | Marcatori | 84’ Picella |

| Arbitro: | Torelli (Milano) |

|                                    |           |  |
| Pienti 9’ Fanello 10’ Donzelli 72’ | Marcatori |  |

| Arbitro: | Gussoni (Tradate) |

|                                      |           |  |
| Marciani 65’ R. Merighi 72’ Toro 78’ | Marcatori |  |

| Arbitro: | Francescon (Padova) |

|                      |           |  |
| D. Crippa 65’ (rig.) | Marcatori |  |

| Arbitro: | Motta (Monza) |

|                                     |           |  |
| Manera 37’ D. Crippa 56’ Pienti 61’ | Marcatori |  |

| Genova 1º giugno 1969 35ª giornata | Genoa           | 0 – 0 | Reggiana | Stadio Luigi Ferraris\| Arbitro: \| Lattanzi (Roma) \| |
| Arbitro:                           | Lattanzi (Roma) |       |          |                                                        |

| Arbitro: | Barbaresco (Cormons) |

|              |           |  |
| Flaborea 17’ | Marcatori |  |

| Cesena 15 giugno 1969 37ª giornata | Cesena           | 0 – 0 | Reggiana | Stadio La Fiorita\| Arbitro: \| Sbardella (Roma) \| |
| Arbitro:                           | Sbardella (Roma) |       |          |                                                     |

| Arbitro: | Francescon (Padova) |

|           |           |            |
| Massa 43’ | Marcatori | 50’ Pienti |

### Coppa Italia - Girone 7
| Arbitro: | Lattanzi (Roma) |

|  |           |                                        |
|  | Marcatori | 12’ Moschino 80’ Facchin 86’ Mondonico |

| Arbitro: | Giunti (Arezzo) |

|  |           |                                |
|  | Marcatori | 14’ Bonfanti 64’ (aut.) Manera |

| Arbitro: | Motta (Monza) |

|  |           |               |
|  | Marcatori | 72’ D. Crippa |

## Statistiche

### Statistiche di squadra
| Competizione | Punti | In casa | In casa | In casa | In casa | In casa | In casa | In trasferta | In trasferta | In trasferta | In trasferta | In trasferta | In trasferta | Totale | Totale | Totale | Totale | Totale | Totale | DR  |
| Competizione | Punti | G       | V       | N       | P       | Gf      | Gs      | G            | V            | N            | P            | Gf           | Gs           | G      | V      | N      | P      | Gf     | Gs     | DR  |
| ------------ | ----- | ------- | ------- | ------- | ------- | ------- | ------- | ------------ | ------------ | ------------ | ------------ | ------------ | ------------ | ------ | ------ | ------ | ------ | ------ | ------ | --- |
| Serie B      | 46    | 19      | 15      | 3       | 1       | 27      | 5       | 19           | 2            | 9            | 8            | 9            | 18           | 38     | 17     | 12     | 9      | 36     | 23     | +13 |
| Coppa Italia | 2     | 2       | 0       | 0       | 2       | 0       | 5       | 1            | 1            | 0            | 0            | 1            | 0            | 3      | 1      | 0      | 2      | 1      | 5      | -4  |
| Totale       |       | 21      | 15      | 3       | 3       | 27      | 10      | 20           | 3            | 9            | 8            | 10           | 18           | 41     | 18     | 12     | 11     | 37     | 28     | +9  |

### Statistiche dei giocatori
| Giocatore      | Serie B  | Serie B | Coppa Italia | Coppa Italia | Totale   | Totale |
| Giocatore      | Presenze | Reti    | Presenze     | Reti         | Presenze | Reti   |
| -------------- | -------- | ------- | ------------ | ------------ | -------- | ------ |
| E. Bastiani    | 6        | -6      | ?            | ?            | 6+       | -6+    |
| O. Bertini     | 21       | 0       | ?            | ?            | 21+      | 0+     |
| L. Boranga     | 32       | -17     | ?            | ?            | 32+      | -17+   |
| G. Calloni     | 13       | 0       | ?            | ?            | 13+      | 0+     |
| D. Crippa      | 33       | 7       | ?            | ?            | 33+      | 7+     |
| R. Donzelli    | 12       | 2       | ?            | ?            | 12+      | 2+     |
| G. Fanello     | 33       | 5       | ?            | ?            | 33+      | 5+     |
| S. Flaborea    | 7        | 1       | ?            | ?            | 7+       | 1+     |
| G. Fogar       | 11       | 1       | ?            | ?            | 11+      | 1+     |
| B. Giorgi      | 38       | 0       | ?            | ?            | 38+      | 0+     |
| G. Grevi       | 34       | 1       | ?            | ?            | 34+      | 1+     |
| M. Manera      | 31       | 3       | ?            | ?            | 31+      | 3+     |
| A. Orlandini   | 14       | 0       | ?            | ?            | 14+      | 0+     |
| S. Passalacqua | 9        | 0       | ?            | ?            | 9+       | 0+     |
| G. Picella     | 34       | 1       | ?            | ?            | 34+      | 1+     |
| G.B. Pienti    | 36       | 9       | ?            | ?            | 36+      | 9+     |
| R. Ragonesi    | 32       | 2       | ?            | ?            | 32+      | 2+     |
| G. Spagnolo    | 6        | 1       | ?            | ?            | 6+       | 1+     |
| A. Toffanin    | 15       | 0       | ?            | ?            | 15+      | 0+     |
| G. Vignando    | 27       | 2       | ?            | ?            | 27+      | 2+     |